# Catedral de Nuestra Señora de la Merced (Huelva)
La catedral de Nuestra Señora de la Merced es un templo católico, sede de la diócesis de Huelva. Creado como convento de padres mercedarios en 1605 sobre la antigua Ermita de San Roque, funcionó como capilla del Hospital Provincial y como parroquia hasta que fue consagrado como catedral el 15 de marzo de 1954 al ser creada la diócesis onubense a partir de la archidiócesis de Sevilla. Está declarado Bien de Interés Cultural, con categoría de Monumento.

## Historia
El convento de la Merced fue levantado por orden de Alonso Pérez de Guzmán, VII duque de Medina Sidonia y señor de Huelva en esta época. La iglesia, actual catedral de Huelva, servía de capilla para los cultos del convento de los Mercedarios Descalzos, y fue fundado en 1605. El lugar, desde el siglo XVI, estaba ocupado por una construcción de culto anterior, impulsada por el cabildo y los condes de Niebla y marquesado de Gibraleón, como impulsores mecenas para promover el auxilio y piedad del santo en torno a las constantes epidemias sufridas en la villa. Se crean tres santos protectores en la periferia del núcleo poblacional: La ermita de San Blas (Patrón de la garganta), en las inmediaciones de la carretera de Sevilla, (actualmente desaparecida), la de San Sebastián, Patrón de Huelva que perdura su veneración, aunque su primigenio templo no se conserva. Estaba situado en torno al cementerio antiguo (final de la calle San Sebastián), siendo desfiladero de entrada a la ciudad, y la desaparecida ermita de San Roque, copatrón de la villa de Huelva, dispuesto en el camino de Gibraleón y por la que se crea este cenobio de los Mercedarios descalzos integrando el edificio en la nueva construcción). La iglesia de La Merced con su aspecto actual es fruto de obras a lo largo de tres siglos por lo que la fachada primigenia presumiblemente tendría otra fisonomía. El conjunto, iniciado de inspiración renacentista y continuado siguiendo los modelos del Barroco, tiene un cierto sabor colonial, sin perder su esencia conventual. La autoría original no está aún determinada y puede ser atribuida a uno de los siguientes arquitectos: Alonso de Vandelvira, maestro mayor de obras de El Condado, Fray Juan de Santa María o el maestro mayor Martín Rodríguez de Castro. Se inicia su construcción en 1605 con dirección del maestro albañil Pedro Gómez Utebami y las obras más importantes finalizaron entre 1612 y 1615.
La estructura original duró apenas un siglo, debido a que la ruina amenazaba el conjunto ya en 1714 y el terremoto de Lisboa de 1755 resintió la edificación de manera grave, dejando destruida la capilla de San Cayetano. A pesar de ello, el siguiente seísmo en 1765 fue el que terminó de afectar gravemente a la Iglesia y Convento de La Merced, siendo necesaria una reforma integral. A finales del siglo XVIII, bajo proyecto de Pedro de Silva, ya en puro estilo barroco, se erigió el nuevo templo, encargándose de las obras Ambrosio de Figueroa y a su muerte en 1775, las continúa Francisco Díaz Pinto. Esta reforma que conformaría el aspecto actual de la Iglesia de la Merced duró hasta bien entrado el siglo XIX. 

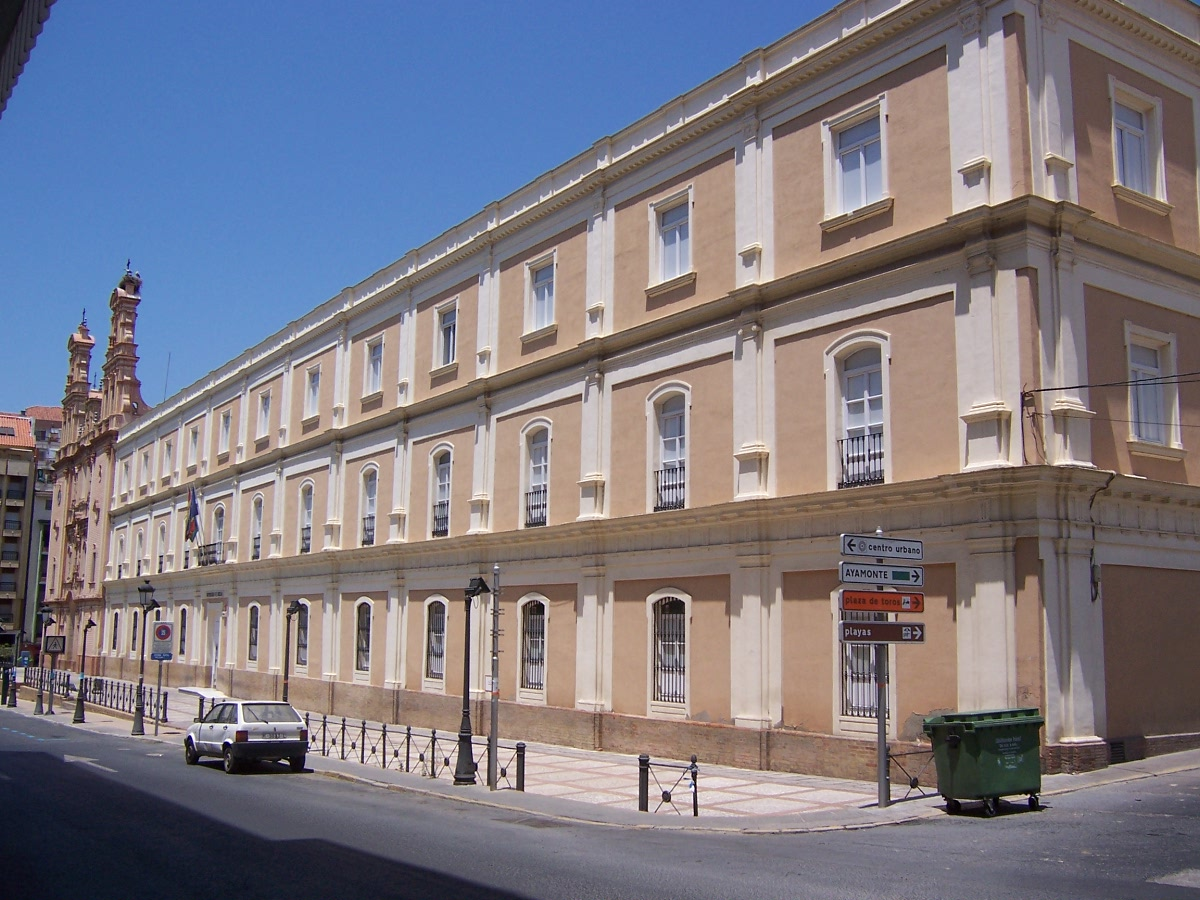
Antiguo convento de La Merced, anexo a la catedral, hoy propiedad de la Universidad de Huelva

Los principales trabas en la larga reforma de la iglesia fueron la invasión napoleónica de Huelva de 1811, la supresión de los señoríos en 1811 (ya que seguía vinculado a la Casa de Medina Sidonia) y la supresión de las comunidades religiosas masculinas por el ministro Mendizábal en 1835. La desamortización de Mendizábal (1835), al igual que en otros inmuebles de la Iglesia en España, provocó que el convento de La Merced pasara a manos públicas, en este caso la Diputación provincial. Este organismo fue el encargado de impulsar la reanudación de las obras en La Merced. La iglesia siguió abierta al culto y el convento sirvió como instalaciones militares desde 1844. Posteriormente a partir de 1861 el antiguo convento cambió de uso y alojó a un Instituto de Segunda Enseñanza y Escuela Normal de Maestros. También ha albergado la sede de la Diputación y del Instituto General Técnico y ha servido como Hospital Provincial, alzando para este uso sanitario un tercer piso en 1957. Actualmente es la Facultad de Ciencias Empresariales de la Universidad de Huelva.
El 22 de agosto de 1877, la Diputación Provincial de Huelva concluyó la restauración de todo el histórico edificio. En la última década del siglo XIX se llevan a cabo retoques y se concluye así el proyecto decorativo del interior, manteniendo el estilo barroco como predominante del conjunto. En 1915, ante el problema de la falta de campanas que convocasen a los actos litúrgicos, se levantaron sobre las inacabadas torres laterales de la fachada principal, las actuales espadañas de doble cuerpo de inspiración colonial.
En 1953 con la creación de la nueva diócesis onubense se elige la iglesia parroquial de La Merced como nueva catedral, lo que conllevaría la adaptación del presbiterio para las nuevas necesidades ltúrgicas.
El 28 de febrero de 1969 un nuevo terremoto azotó la zona (con este son tres los que dañan la estructura del edificio) y volvió a ser clausurada para una necesaria restauración, bajo la dirección del arquitecto Rafael Manzano, finalizando en 1977 las obras. Para su protección, el 12 de marzo de 1970 fue firmado el decreto de declaración de la ya catedral de La Merced como Monumento Histórico Artístico.

## El edificio

### Exterior

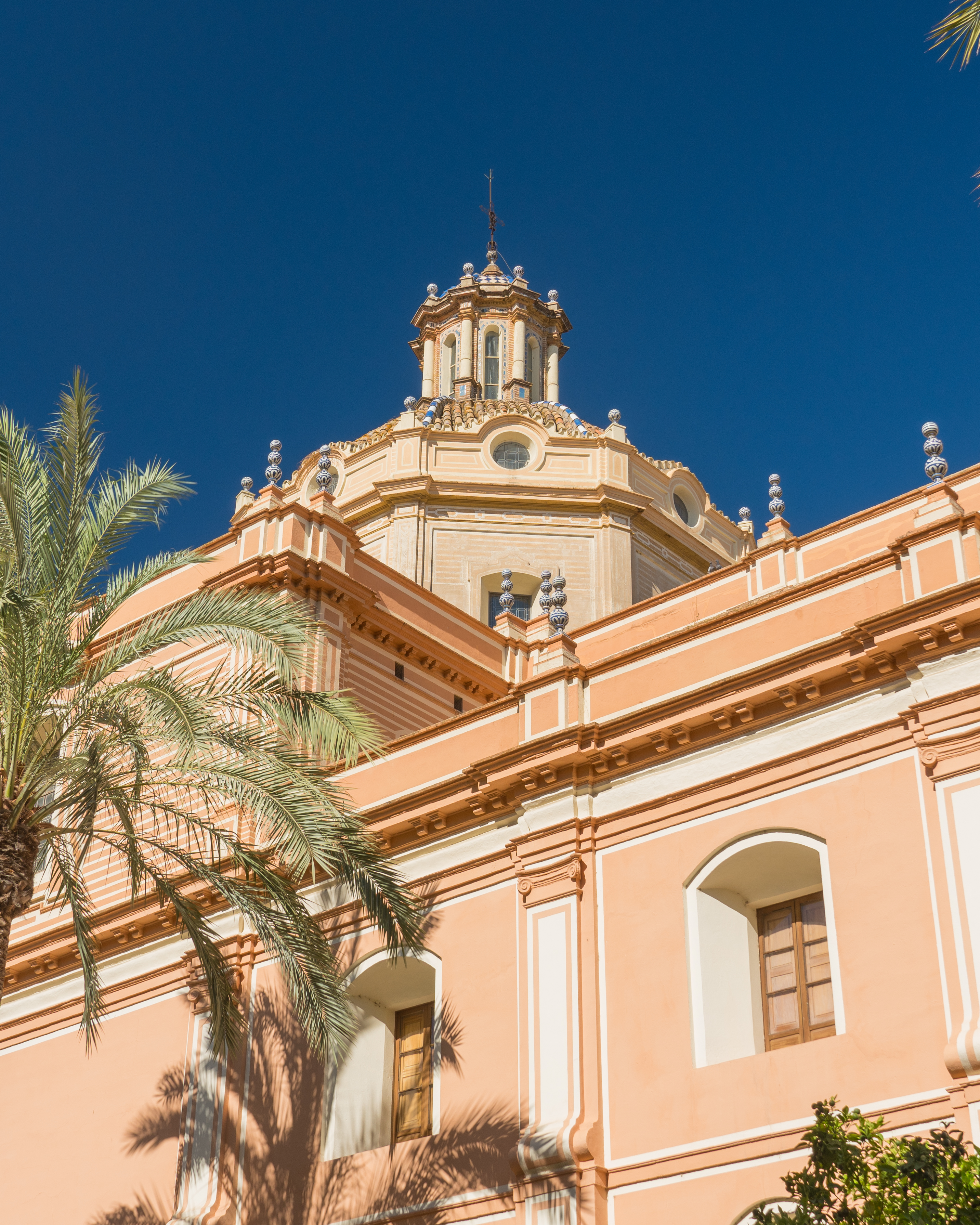
Cúpula.

La portada es de estilo barroco. Construida en ladrillo revocado, está organizada en tres cuerpos individualizados por cornisas. El inferior en que se enmarca el portón de entrada de medio punto, sirve como zócalo. La parte central está concebida a modo de gran retablo con hornacinas, que fueron enriquecidas en 1978 con las esculturas, en barro cocido, de la Virgen de la Merced, San Leandro, San Walabonso, Santa María y el Beato Vicente de San José, obras realizadas por Antonio León Ortega.
Los laterales se decoran con pilastras que enmarcan el conjunto estilizando su estética. Una balaustrada sobre la cornisa divisoria corona el tramo central. La parte superior rematada con espadañas para las campañas sobresale del edificio. Otras iglesias de la provincia de Huelva basaron su diseño en la fachada de La Merced. El estilo de iglesias como La Merced sirvió para configurar en Latinoamérica el barroco colonial.
Contiguo al templo se encuentra el antiguo convento de La Merced, hoy sede de la Universidad de Huelva, totalmente remodelado a lo largo del siglo XX.

### Interior

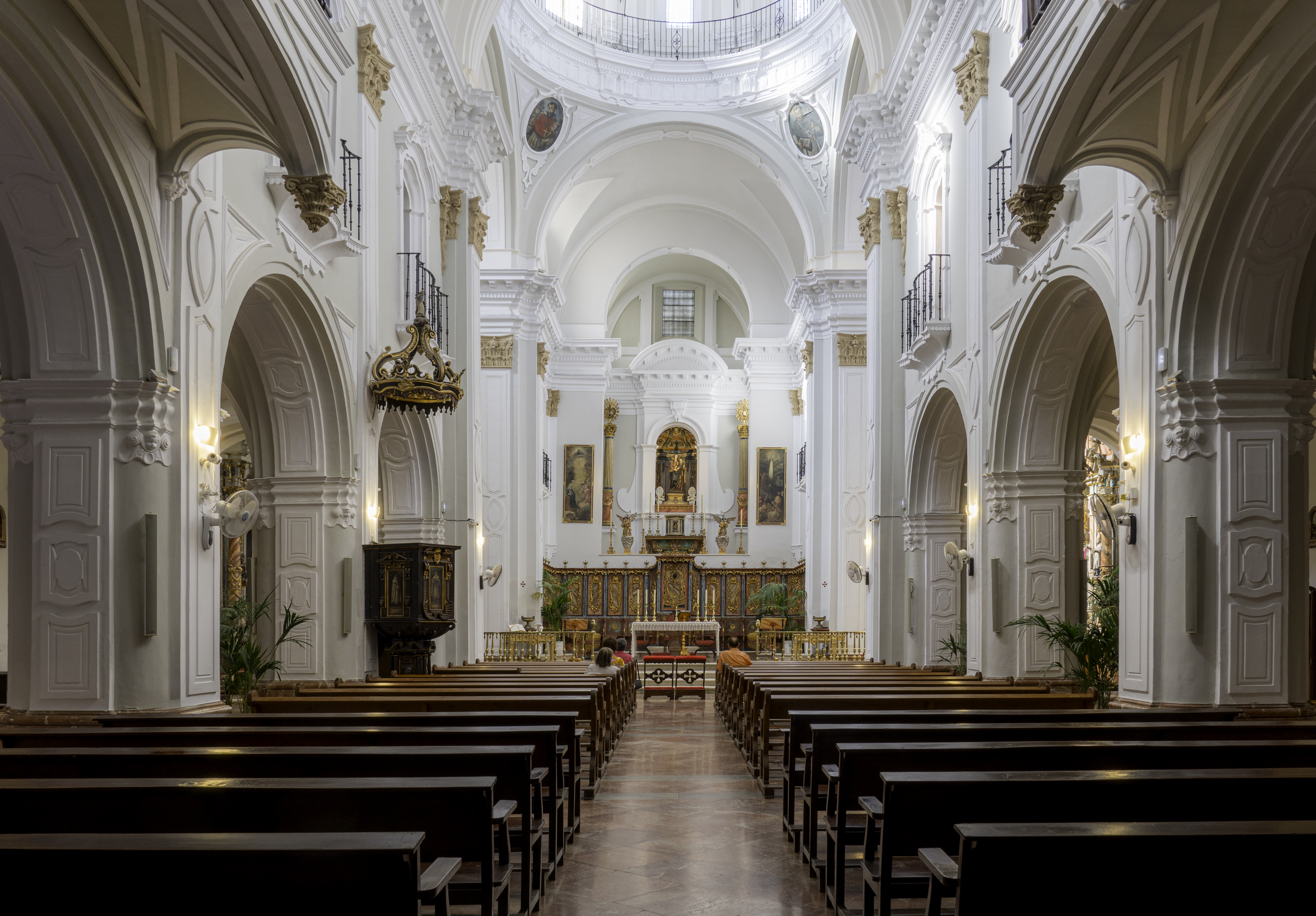
Nave central.

El templo original renacentista construido en el siglo XVII por las sucesivas reformas fue convirtiéndose en iglesia de planta de salón de corte basilical de tres naves de cinco tramos separadas por arcos de medio punto y crucero central. De su decoración destaca la Virgen con el Niño realizada por Juan Martínez Montañés y que preside el altar mayor, así como el Cristo de Jerusalén. Su vinculación a la Casa de los Guzmán queda patente en el panteón familiar de los condes de Niebla (título dependiente del ducado de Medina Sidonia), que alberga la iglesia.

#### Capilla mayor

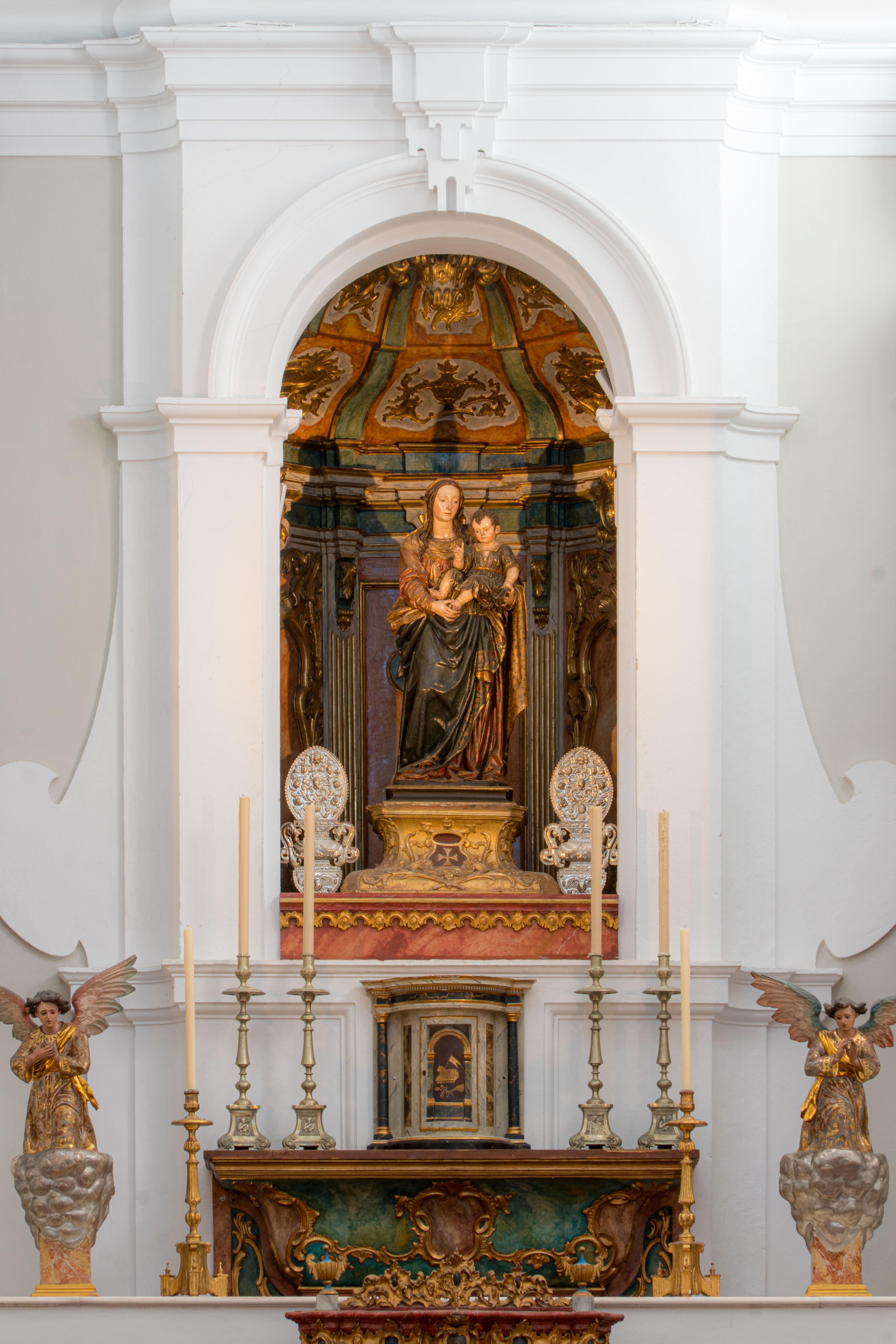
Nuestra Señora de la Cinta, Juan Martínez Montañés, 1616.

Situada en la cabecera del templo, cuenta con un altar exento sobre solería de mármol gris y rojo. La preside un camarín rococó del siglo XVIII ocupado por la imagen de Nuestra Señora de la Cinta. La escultura representa a la Virgen María erguida y con el Niño Jesús en sus brazos.
La Virgen de la Cinta fue tallada por Juan Martínez Montañés en 1616. Formalmente remite a otras imágenes del autor como la Virgen con el Niño del Monasterio de San Clemente de Sevilla o la del Monasterio de San Isidoro del Campo de Santiponce. Fue atribuida por primera vez al escultor jiennense por Diego Díaz Hierro en 1955, quien apuntaba también a la posible autoría de Alonso Cano. Sin embargo, no es hasta 1976 cuando se genera un consenso entre los historiadores, al incorporarla José Hernández Díaz a su catálogo de obras de Montañés. Los investigadores Antonio Romero Dorado y José Manuel Moreno Arana consiguieron documentarla y fecharla a través de un libro de cuentas conservado en el archivo de la Casa de Medina Sidonia.
La talla fue un encargo de Manuel de Guzmán y Silva, Duque de Medina Sidonia, señor de Huelva y patrono del convento mercedario. Su precio fue de 150 ducados. Sin embargo, su destino original no era el templo onubense sino el Convento de la Merced de Sanlúcar de Barrameda, capital de sus territorios. Fue conducida a Huelva el 4 de septiembre de 1618, sin que hasta la fecha conozcamos el porqué de este cambio de planes. Fue recibida por el cabildo municipal con grandes fastos que incluyeron una mascarada, un triduo en la Parroquia de San Pedro y una procesión con danzas y ministriles en la que participaron los religiosos de todos los conventos y las cofradías de la ciudad.
Aunque coincide en su advocación con la Patrona de la ciudad, no debe ser confudida con ella, ni presenta ningún atributo iconográfico que justifique su nombre. La escritura fundacional del convento, del 13 de abril de 1605, establece ya que una imagen de la Virgen de la Cinta habría de presidir el altar mayor.
El presbiterio de la iglesia fue reformado en 1954 para adaptarlo a su nueva función catedralicia, colocando en él la sede episcopal y el coro para canónigos que se extiende desde el altar mayor hasta el crucero. 

#### Nave central
La nave central predomina sobre las laterales y está cubierta por bóveda de cañón dividida en cinco tramos. Los arcos formeros divisorios son de medio punto, y sobre ellos se eleva una tribuna corrida con balcones de reja de forja. En la entrada destaca el arco vaído que soporta el coro alto como prolongación de las tribunas laterales. La tribuna en desuso ya en época de su construcción pudo ser debida a la reforma mercedaria medieval del edificio. La iglesia se sostiene mediante pilares, de los que destaca los cuatro de sección cruciforme que soportan la cúpula del crucero, con pilastras adosadas rematadas en capiteles corintios. El crucero se cubre con una amplia cúpula hemisférica sobre pechinas, que están decoradas con tondos pintados con las imágenes de santos de la Orden de la Merced: San Pedro Nolasco, Santa María de Cervellón, San Ramón Nonato y la Beata Mariana de Jesús. La cúpula se cierra con tambor y linterna.
Adosado al segundo pilar, está el púlpito, pieza del barroco purista, realizado alrededor de 1624, con decoración pictórica de comienzos del siglo XIX y relieves con los símbolos de la Orden de la Merced. El antepecho aparece decorado con retratos de los beatos mercedarios Jacobo de Soto, Sancho de Aragón y Juan de Santamaría. La escalerilla se articula en dos tramos adosados al pilar y su barandilla se adorna con flores, lazadas y filetes dorados.

#### Naves laterales

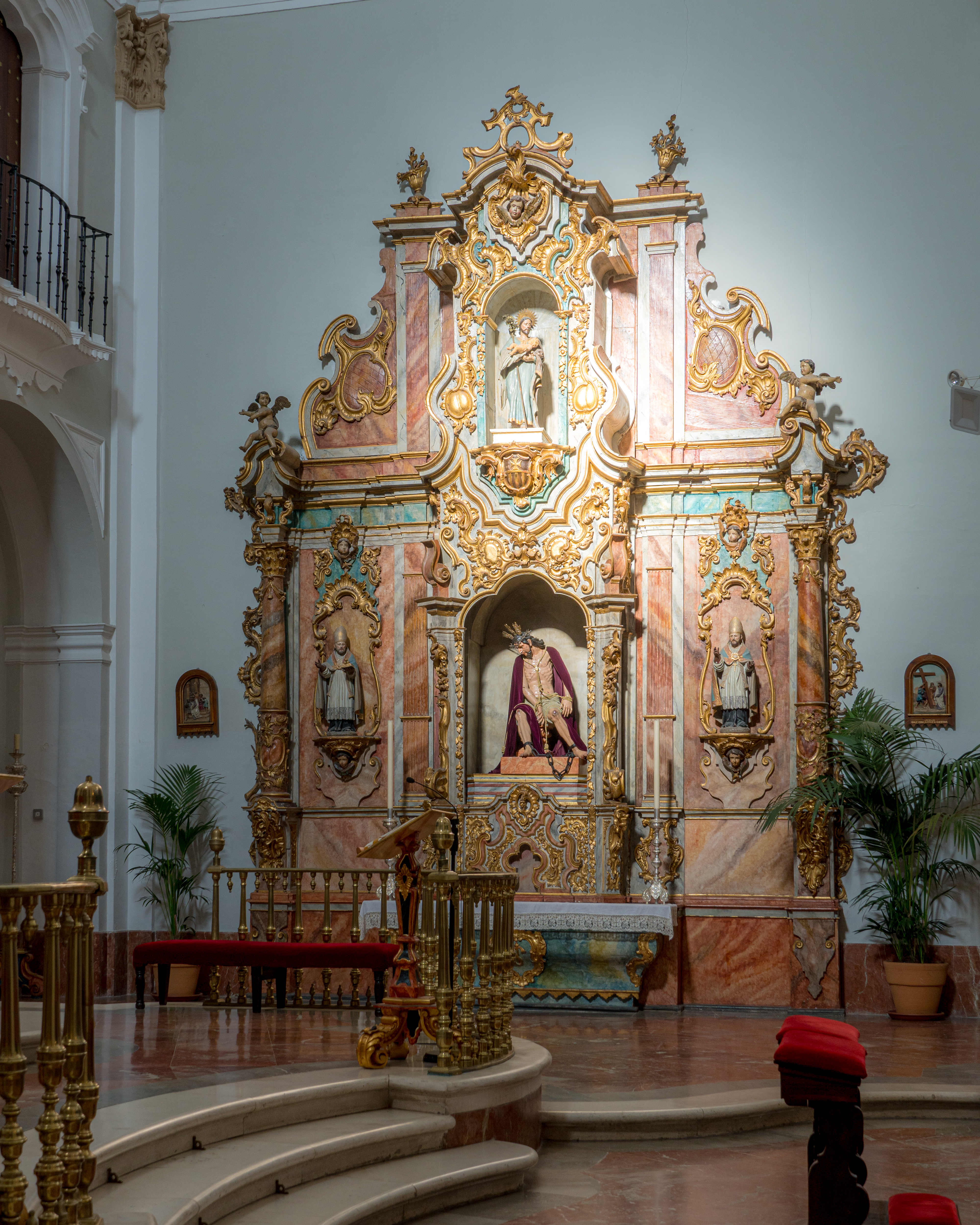
Nuestro Padre Jesús de las Cadenas, escuela gaditano-genovesa.

Las naves laterales, divididas cuatro tramos y con retablos laterales de inspiración barroca, se cubren con bóvedas de arista. El fondo de las naves se decora con capilla en la nave derecha por la que se accede al campanario y la izquierda en antesacristía, por la que se comunicaba con el convento anexo.
La cabecera de la nave del Evangelio está ocupada por la Capilla Sacramental. En ella se encuentra la custodia procesional del Corpus Christi, obra como toda la orfebrería de la capilla de Fernando Marmolejo. Coronada por la imagen de la Fe, su base presenta relieves con motivos alusivos al Descubrimiento de América, ángeles, evangelistas y cartelas con antífonas eucarísticas. El frontal de altar de plata luce el escudo episcopal de Ignacio Noguer Carmona
El retablo del crucero es una obra rococó de madera dorada y policromada con tres calles y ático de movida silueta. Su camarín lo ocupa María Santísima de los Dolores, dolorosa de candelero para vestir perteneciente a la Hermandad de Los Judíos. Es una talla del siglo XVIII de escuela gaditano-genovesa que perteneció a la Orden Tercera Servita y procesionó por primera vez el Domingo de Ramos de 1792. Muestra de esa filiación servita es el medallón con la imagen de San Felipe Benicio que figura sobre el camarín. En las calles laterales, pequeñas tallas de los santos mártires Lorenzo y Catalina.

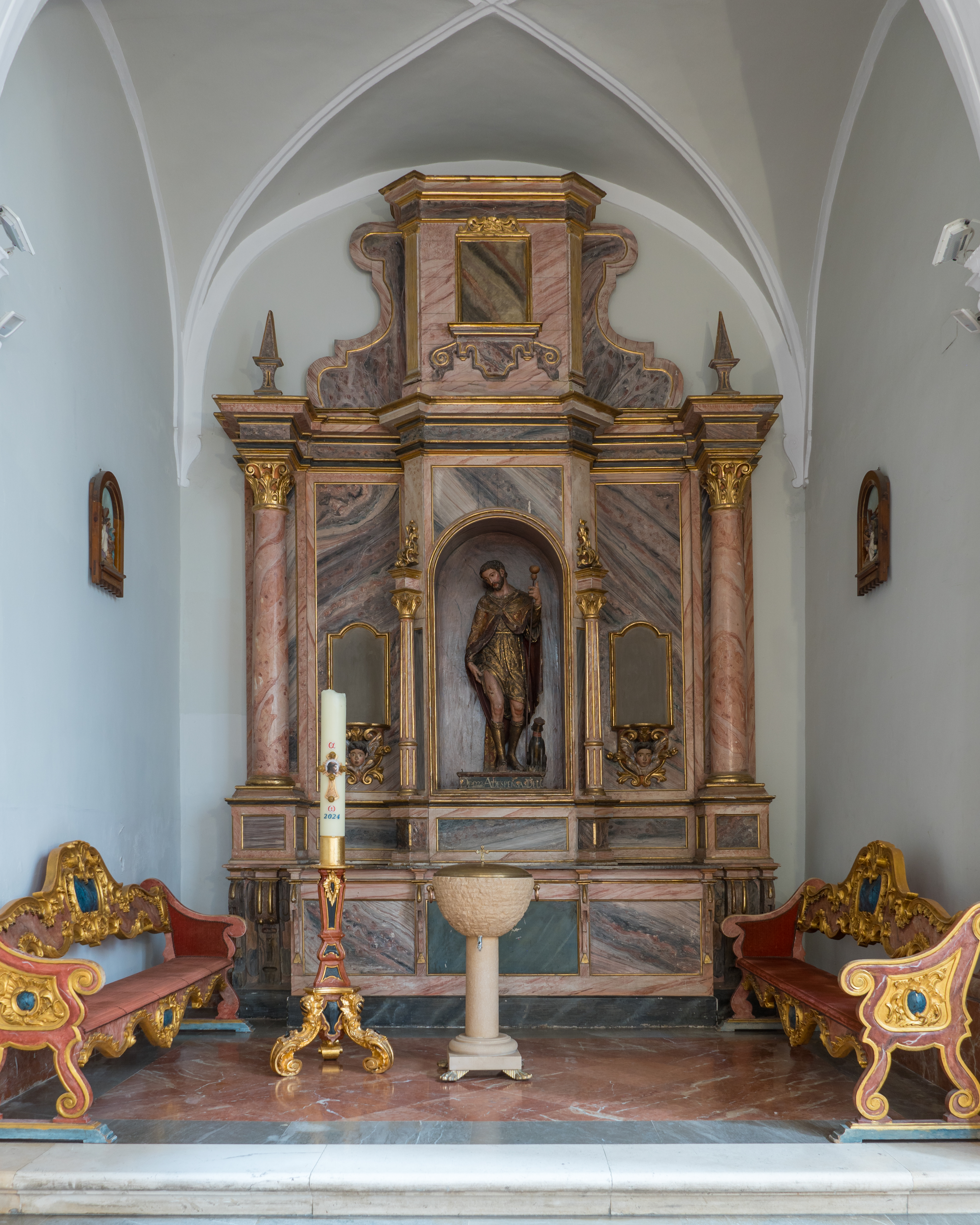
San Roque, copatrón de Huelva.

A continuación, encontramos una hornacina de arco trilobulado sostenido sobre estípites. Fue realizado en la primera mitad del siglo XVIII en madera dorada y policromada a imitación de mármol. Lo ocupa el Santísimo Cristo de Jerusalén y Buen Viaje, imagen de Cristo crucificado de escuela gaditano-genovesa atribuido a Francesco Maria Maggio. Consta que la devoción existía ya en 1647 y debe su nombre a la devoción de la gente del mar. Procesiona el Jueves Santo.

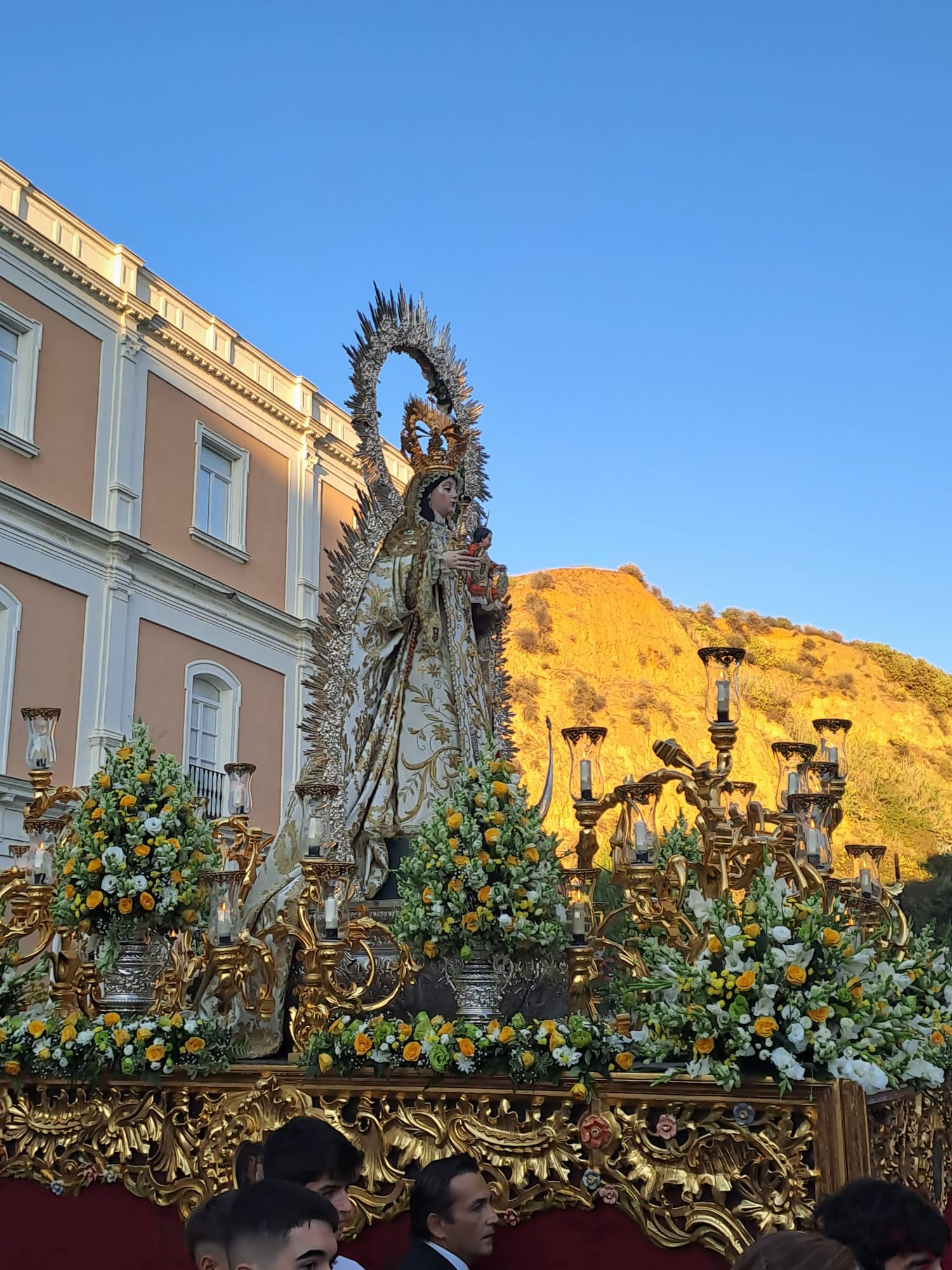
Virgen de la Merced en su procesión

El siguiente retablo alberga a la titular del templo, Nuestra Señora de la Merced. Es una imagen de vestir de escuela sevillana del siglo XVII, atribuida al círculo de Juan de Mesa. Es titular de la Hermandad de Los Judíos. El retablo, ocupado anteriormente por la Virgen de la Cinta que hoy figura en la capilla mayor, es una hornacina de medio punto enmarcada por un dosel tallado del siglo XVIII decorado con atributos marianos, ángeles, flores y frutas.
A los pies de la nave del Evangelio hay un retablo de tres calles neoclásico de madera dorada y policromada que simula un acabado marmolado. La hornacina central alberga una imagen dieciochesca de San Antonio Abad. En el ático hay una pequeña imagen de San Cayetano, mientras que en la mesa de altar se encuentra una talla de vestir de San Pedro Nolasco, de las fechas fundacionales del convento.
La cabecera de la nave de la Epístola carece de retablos, situándose aquí el acceso a la sacristía. Sobre su puerta vemos un cuadro de San Lorenzo pintado por Herrera el Viejo. Cierra el crucero por este lado un retablo similar al de la Virgen de los Dolores que alberga a Nuestro Padre Jesús de las Cadenas, titular cristífero de la Hermandad de Los Judíos. Es también una imagen de escuela gaditano-genovesa que representa a Jesús en el pasaje de las burlas de la soldadesca tras ser coronado de espinas. Su advocación, existente en 1657, se debe a los grilletes que ciñen sus pies. El retablo se completa con las imágenes de San José en el ático y de San Blas y San Nicolás de Bari en las calles laterales.
Avanzando por la nave de la Epístola encontramos dos retablos de madera dorada y policromada. El primero, rococó del siglo XVIII, acoge un grupo escultórico de San José con el Niño Jesús de la mano, tallas cuyo dispar modelado queda disimulado por la policromía y estofado de finales del siglo XVIII. El ático, a modo de frontón curvo, acoge un lienzo de San Rafael Arcángel. El segundo de los retablos contiene una talla moderna del Sagrado Corazón de Jesús, siendo la pieza más interesante el medallón superior, un relieve dieciochesco de San Ramón Nonato.
La capilla de los pies de la nave contiene un retablo marmolado de principios del siglo XIX con la imagen de San Roque, copatrón de Huelva y titular de la antigua ermita sobre la que se levantó el actual templo. La escultura manierista data de finales del siglo XVI que fue restaurada en 1722 a expensas del cabildo municipal. Lo escoltan un San Juan Nepomuceno de finales del XVIII y un San Juan de Dios tallado por Antonio León Ortega en 1959.

### Dependencias anexas
La sala capitular se encuentra en la tribuna superior de la nave del Evangelio. En ella se conserva un Cristo crucificado de marfil, obra hispano-filipina de la segunda mitad del siglo XVII. Formó parte del plan de altar de la misa que presidió Juan Pablo II en la primera visita de un Papa a Huelva, el 14 de junio de 1993.
Las diferentes dependencias del templo guardan un importante ajuar de orfebrería, con piezas que datan del siglo XVI como un cáliz de plata renacentista o un portapaz de bronce dorado con una imagen de la Piedad. Hay otros cálices de plata de 1610, de 1727 o uno barroco donado por la Condesa de Campo Real. También la reina Isabel II donó un cáliz de plata en 1859.